# دووم پاترول
دووم پاترول (به انگلیسی: Doom Patrol) عنوان تیمی ابرقهرمانی در کتاب‌های کامیک آمریکایی منتشر شده توسط دی‌سی کامیکس است. دوم پاترول توسط آرنولد دریک، باب هینی و برونو پرمیانی خلق شده‌است؛ که برای نخستین بار در شماره ۸۰ از مجموعه کمیک بزرگترین ماجراجویی من (ژوئن ۱۹۶۳) معرفی شدند. این تیم از آن زمان به بعد در تجسم‌های متعددی حضور پیدا کردند. اعضای اصلی تیم شامل چیف (نایلز کولدر)، مرد رباتی (کلیف استیل)، الاستی-گرل (ریتا فار) و نگتیو من (لری ترینر) بودند.
یک مجموعه تلویزیونی به همین نام بر اساس این گروه ساخته شده‌است که در سال ۲۰۱۹ منتشر شد.